# Le Fantôme du lac
Pour plus de détails, voir Fiche technique et Distribution.

Le Fantôme du lac est un téléfilm français réalisé par Philippe Niang et diffusé en 2007. 

## Synopsis
Voilà douze ans que Pierre Perreau a quitté son village pour aller vivre au Canada. Mais son épouse l'ayant quitté pour un autre, il a décidé de revenir en France avec leur petit garçon, Mathieu. Ingénieur, Pierre prend les commandes du barrage local, et emménage avec son fils dans une maison isolée au bord du lac. Lors d'une partie de pêche en barque, Mathieu affirme entendre un son de cloches, et remarque soudain un corps sur la rive. Il s'agit d'une belle jeune femme, nue et inanimée. Pierre prévient les secours. L'inconnue est transportée à l'hôpital. Elle semble plongée dans un profond coma dont les médecins pensent qu'elle ne sortira pas...

## Fiche technique
- Réalisateur : Philippe Niang
- Scénario : Philippe Niang et Patrick Moine
- Musique : Éric Chevalier
- Direction de la photo : Philippe Guilbert
- Son : Daniel Banaszak
- Décors : Patrick Bocquet
- Costumes : Anne Dunsford
- Montage : Marie-Dominique Danjou
- Pays d’origine :  France
- Tournage extérieur en Bourgogne : Communauté de communes des Grands Lacs du Morvan, Avallon, Lormes
- Producteurs : Gaspard de Chavagnac, Patrick Moine
- Sociétés de production : Bel’Ombre Films, France 3
- Format : couleur — son stéréophonique
- Genre : drame, fantastique
- Durée : 94 min
- Date de diffusion : 20 janvier 2007 sur France 3

## Distribution
- Bernard Yerlès : Pierre Perreau
- Linda Hardy : Jeanne Morel
- Mylène Demongeot : Louise Perreau
- Camille Hartgers : Mathieu Perreau
- Claude Giraud : Victor Lanzi
- Olivia Brunaux : Nathalie Lanzi
- Jean-Louis Foulquier : le curé Guillot
- Bernard Alane : le docteur Duval
- Jean-Michel Martial : le capitaine Lafleur
- Chick Ortega : Bernie
- Christophe Querry : un ami de Bernie
- Sylvain Luquin : Robert le chasseur